# Mallerenga del Caspi
La mallerenga del Caspi (Poecile hyrcanus) és una espècie d'ocell passeriforme que pertany a la família dels Pàrids endèmica de les muntanyes al sud de la Càspia. Anteriorment se la considerava coespecífica de la mallerenga lúgubre (Poecile lugubris).

## Descripció
Fa al voltant de 12,5 cm de llarg. Presenta el carpó i la gola de color marró fosc en contrast amb les galtes blanques. Les parts superiors del cos són de color castany, mentre que les inferiors són de color clar, de to camussa rosat quan estan acabades de mudar i grisenques més tard. Tots dos sexes són d'aparença semblant, i els joves són de tons més apagats.

## Distribució i hàbitat
Es troba únicament a les muntanyes que es troben al sud de la mar Càspia, al nord de l'Iran, i arribant al sud-est d'Azerbaidjan.
L'hàbitat natural són els boscos caducifolis de muntanya.

## Ecologia
Els dos sexes excaven el forat de nidificació en un arbre viu o podrit. La majoria dels nius examinats són copes de material de feltre, com ara pell, cabells i estelles de fusta, però de vegades s'utilitzen plomes. El nombre d'ous varia de cinc a set, blancs amb taques o taques vermelloses. S'alimenta d'erugues, insectes i llavors, igual que altres mallerengues.
Els estudis filogenètics moleculars han demostrat que la mallerenga del Caspi és tàxon germà de la mallerenga capnegra europea (Poecile montanus).
La crida més comuna d'aquest ocell és generalment un tranquil "zsit" però també es dona una nota doble nasal, "chev chev"